# Davlekanovo
Davlekanovo (rusky Давлеканово, baškirsky Дәүләкән) je město v Baškortostánu v Ruské federaci. Při sčítání lidu v roce 2010 mělo přes čtyřiadvacet tisíc obyvatel.

## Poloha a doprava
Město leží v jižním předhůří Uralu na západním břehu Ďomy, levého přítoku Belaji v povodí Kamy. Od Ufy, hlavního města republiky, je vzdáleno přibližně devadesát kilometrů severozápadně.
Přes město prochází železniční trať ze Samary do Ufy.

## Dějiny
Na místě dnešního města je od poloviny 18. století doložena vesnice jménem Itkulovo, která byla nejpozději v 19. století přejmenována na Davlekanovo. V té době se jednalo o významné středisko zpracování a obchodu s obilím.
V roce 1928 bylo Davlekanovo povýšeno na sídlo městského typu a od roku 1942 je městem.

### Rodáci
- Ljudmila Jevgeněvna Ulická (* 1943), spisovatelka